# Norsewood
Norsewood är en ort som ligger i distriktet Tararua i reggionen Manawatū-Whanganui på Nordön i Nya Zeeland. Invånarantalet är idag omkring 330 människor. Tätorten är delad av riksvägen i Upper Norsewood och Lower Norsewood. Norsewood grundades 1872 då cirka 360 norrmän och 11 svenskar ankom med skeppet Høvding till Napier den 15 september, efter en sjöresa på 108 dagar. Tidigare samma dag kom det engelska skeppet Ballarat till Napier med cirka 70 danskar ombord.